# حكومة الاتحاد السوفييتي
كانت حكومة الاتحاد السوفيتي، التي سميت بشكل رسمي حكومة اتحاد عموم جمهوريات الاتحاد السوفيتي الاشتراكية، ويشار إليها عمومًا بالحكومة السوفيتية، الذراع التنفيذية والإدارية للدولة في الاتحاد السوفيتي السابق. امتلكت الحكومة ثلاثة أسماء مختلفة على مدى سنوات وجودها، مجلس مفوضي الشعب (1923-1946) ومجلس الوزراء (1946-1991) وحكومة الوزراء (1991). وعُرفت أيضًا بحكومة الاتحاد والفلاحين في الاتحاد السوفيتي.
ترأس الحكومة رئيس أشار إليه مراقبون خارجيون معظم الأحيان برئيس الحكومة. رُشح رئيس الحكومة من قبل اللجنة المركزية للحزب الشيوعي السوفيتي وانتُخب من قبل نواب البرلمان في اجتماع كامل أعضاء مجلس السوفيت الأعلى المنتخب حديثًا في الاتحاد السوفيتي. ضمت بعض الحكومات، مثل حكومة ريزكوف الثانية، أكثر من 100 وزير حكومة شغلوا مناصب كمنصب النائب الأول لرئيس مجلس الوزراء ونائب رئيس الوزراء ووزراء الحكومة أو رؤساء لجان\مفوضيات الدولة الذين كانوا يُختارون من قبل رئيس الحكومة ويؤكَد تعيينهم من قبل مجلس السوفيت الأعلى. مارست حكومة الاتحاد السوفيتي صلاحياتها التنفيذية بشكل يتماشى مع دستور الاتحاد السوفيتي والتشريعات التي سنها مجلس السوفيت الأعلى. كانت الحكومة الأولى بقيادة فلاديمير لينين وترأس الحكومة الأخيرة فالنتين بافلوف. شكّل تعيين إيلان سيلاييف، الذي اعتُبر عمومًا آخر رئيس للحكومة السوفيتية، من قبل جمهورية روسيا الاتحادية الاشتراكية السوفيتية خرقًا للدستور السوفيتي.
في أعقاب اتفاقية إنشاء الاتحاد السوفيتي لعام 1922، تأسس اتحاد الجمهوريات الاشتراكية السوفيتية من قبل جمهورية روسيا الاتحادية الاشتراكية السوفيتية وجمهورية أوكرانيا الاشتراكية السوفيتية وجمهورية بيلاروسيا الاشتراكية السوفيتية وجمهورية ما وراء القوقاز الاشتراكية السوفيتية. أسست الاتفاقية الحكومة التي حازت على الشرعية في وقت لاحق عبر تبني الدستور السوفيتي الأول في عام 1924. جعل دستور عام 1924 الحكومة مسؤولة عن مجلس سوفييتات الاتحاد السوفيتي. في عام 1936، أُصلح نظام الدولة مع إقرار دستور جديد. ألغى الدستور مجلس السوفيتات وأحل محله مجلس السوفيتات الأعلى للاتحاد السوفيتي. أعيدت تسمية الحكومة إلى مجلس الوزراء في الاجتماع الأول لكامل أعضاء مجلس السوفيتات الأعلى الثاني عام 1946. أُدخلت تعديلات ثانوية مع إقرار دستور عام 1977. صوت المؤتمر التاسع عشر لعموم الاتحاد للحزب الشيوعي السوفيتي لصالح تعديل الدستور. أجاز التعديل انتخابات بعدة مرشحين وأسس مجلس نواب الشعب وقوّض سيطرة الحزب على مجلس السوفيتات الأعلى. في وقت لاحق بتاريخ 20 مارس 1991 وافق مجلس السوفيتات الأعلى على اقتراح ميخائيل غورباتشوف بتعديل الدستور لتأسيس نظام شبه رئاسي، الأمر الذي كان بجوهره دمجًا لأنماط الحكومات الفرنسية والأمريكية. أُلغي مجلس الوزراء واستُبدل بحكومة وزراء كانت مسؤولة عن رئيس الاتحاد السوفيتي. كان رئيس حكومة الوزراء رئيس وزراء الاتحاد السوفيتي. أُرغمت الحكومة على الاستقالة عقب محاولة الانقلاب عام 1991 في الاتحاد السوفيتي التي شارك فيها رئيس الوزراء فالنتين بافلوف. أسست الدولة السوفيتية مكان الحكومة ما كان يفترض أن يكون حكومة انتقالية برئاسة سيلاييف للإشراف على الوظائف الحكومية الرئيسية حتى تعيين حكومة جديدة. في 26 ديسمبر 1991 فكك مجلس السوفيت الأعلى الاتحاد السوفيتي وهكذا توقفت أعمال حكومة الاتحاد السوفيتي بصورة دائمة.
يتطرق هذا المقال بصورة رئيسية إلى الهيكلية الحكومية التي تأسست عام 1923 واستمرت حتى عام 1991 حين ألغي مجلس الوزراء واستُبدل بحكومة الوزراء.

## أصل الكلمة
اختير اسم مجلس مفوضي الشعب للتمييز بين الحكومة السوفيتية وبين نظيراتها البرجوازية، ولا سيما عن مجلس وزراء سلفها القيصري. إلا أن الباحث ديريك واتسون يتحدث عن أن «مصطلح 'مفوض' كان يعتبر قابلًا للاستبدال مع كلمة «وزير»، وثمة بعض الشكوك حول أن القادة البلاشفة كانوا يعنون 'وزير'». في خطاب ألقاه أمام مجلس السوفيتات الأعلى في مارس من عام 1946، طالب جوزيف ستالين بتغيير اسم الحكومة من مجلس مفوضي الشعب إلى مجلس الوزراء لأن «المفوض يعكس فترة القطيعة الثورية وما إلى ذلك. إلا أن ذلك الوقت قد مضى اليوم. نظامنا الاجتماعي قد رأى النور وقد أصبح الآن من لحم ودم. آن الآوان للانتقال من لقب 'مفوض الشعب' إلى لقب 'وزير'». كتب الباحث يورام غورليزكي أنه «بصرف النظر عن العودة إلى السلف البرجوازي، أشار تبني المصطلح الجديد إلى أن النظام السوفيتي قد دخل مرحلة جديدة من الترسخ ما بعد الثوري».

## التاريخ

### البدايات الثورية ورئاسة مولوتوف (1922-1941)
شهدت اتفاقية إنشاء الاتحاد السوفيتي تأسيس مجلس اتحاد عموم السوفيتات ولجنته المركزية التنفيذية. تحمّل مجلس السوفيتات مسؤوليات تشريعية وكان الذراع الأعلى لسلطة الدولة، في حين كانت اللجنة المركزية التنفيذية تمارس صلاحيات مجلس السوفيتات حين لم يكن في حالة انعقاد، ما كان عمليًا حالتها الغالبة. نصت الاتفاقية على أن الحكومة، المسماة مجلس مفوضي الشعب، ستكون الذراع التنفيذية للجنة المركزية التنفيذية. استُنسخت هذه الهيكلية الحكومية عن هيكلية أقيمت في جمهورية روسيا الاتحادية الاشتراكية السوفيتية، وصيغت الحكومة على غرار مجلس مفوضي الشعب الروسي في جمهورية روسيا الاتحادية الاشتراكية السوفيتية. حكمت الحكومة الروسية الاتحاد السوفيتي في جمهورية روسيا الاتحادية الاشتراكية السوفيتية برئاسة فلاديمير لينين حتى 6 يوليو 1923، حين أنشأت اللجنة المركزية التنفيذية مجلس مفوضي الشعب في الاتحاد السوفيتي. عُين لينين رئيسًا للمجلس، إلى جانب خمس نواب للرئيس و10 مفوضين للشعب (وزراء). في 17 يوليو 1923 أعلم مجلس مفوضي الشعب لعموم الاتحاد اللجان المركزية التنفيذية لجمهوريات الاتحاد وحكوماتها الجمهورية المعنية أنه قد بدأ بتنفيذ المهام التي اؤتمن عليها.
كانت الفكرة الأصلية من إنشاء مجلس مفوضي الشعب إعداد التقارير للجنة المركزية التنفيذية (وأن يكون خاضعًا لها)، إلا أن علاقات العمل بين الهيئتين لم تُعرّف بوضوح كاف مطلقًا. في النهاية، تخطت صلاحيات مجلس مفوضي الشعب صلاحيات اللجنة المركزية التنفيذية. وبالرغم من ذلك، عرّف دستور عام 1924  مجلس مفوضي الشعب بصفته «الذراع الإدارية والتنفيذية» للجنة المركزية التنفيذية. حدت الصلاحيات الممنوحة لها من قبل اللجنة المركزية التنفيذية، ومن نظام مجلس مفوضي الشعب، من قدرتها التشريعية. استمرت الهيمنة التشريعية لمجلس مفوضي الشعب بالرغم من تشديدات دستور عام 1924 على علاقتها باللجنة المركزية التنفيذية. في عام 1928 أشار ميخائيل كالينين من اللجنة المركزية التنفيذية ورئيس اللجنة المركزية التنفيذية لعموم روسيا أنه كان على المرء التفريق بين مجلس رئاسة اللجنة المركزية التنفيذية، الذي اعتبره كـ«ذراع تشريعية»، وبين الدور الإداري لمجلس مفوضي الشعب.
فرّق دستور عام 1924 بين مفوضي الشعب لعموم الاتحاد ومفوضي الشعب الموحدين (الذين أشير إليهم كجمهوريين منذ عام 1936 فصاعدًا). بقي مفوضو الشعب للعدل والشؤون الداخلية والضمان الاجتماعي والتعليم والزراعة والصحة العامة وزراءً على مستوى جمهوري. في الوقت نفسه مُنحت صفة عموم الاتحاد لمفوضي الشؤون الخارجية والتجارة والصناعة والنقل وشؤون الجيش والبحرية والمالية والتجارة الخارجية والعمل والبريد والبرقيات والتموين والداخلية. في البداية خلق النظام مصاعبًا نظرًا إلى أن الدستور أو أي وثيقة قانونية لم يعرّفا العلاقات بين مفوضي عموم الاتحاد وأذرعهم في الجمهوريات والمفوضين الجمهوريين الموحدين المستقلين. على الرغم من ذلك، حوفظ على هذا النظام مع تغييرات ثانوية حتى تفكك الاتحاد السوفيتي عام 1991.
عرف دستور عام 1936 مجلس مفوضي الشعب بصفته الحكومة السوفيتية، وخصص له دور «الذراع التنفيذي والإداري الأعلى لسلطة الدولة».